# Pseudotrichia
Pseudotrichia is een geslacht van weekdieren uit de klasse van de Gastropoda (slakken).

## Soorten
- Pseudotrichia hispidosa (Mousson, 1873)
- Pseudotrichia memnonis (Sturany, 1904)
- Pseudotrichia rubiginosa (Rossmässler, 1838) = Oeverloofslak